# Nuxe
Nuxe est une marque de produits cosmétiques fondée en 1989 par Aliza Jabès. Présente en 2020 dans cinquante pays et disposant de cinquante spas, elle est exploitée par la société Laboratoire Nuxe. En France, elle se positionne au troisième rang des marques vendues en pharmacie et parapharmacie.

## Historique
Aliza Jabès relance la marque Nuxe en 1989, en la rachetant au laboratoire parisien fondé en 1957 spécialisé dans l'aromathérapie et la phytothérapie qui la détenait,.   
En 1991, le produit « Huile prodigieuse » est créé. Emblème de la marque, plus de 20 millions de flacons ont été vendus depuis lors. 
À partir de 1995, la marque, qui ne distribuait ses produits qu'en vente directe et dans des magasins de diététique, utilise le secteur de la parapharmacie alors en plein développement, mais délaissé par les marques traditionnelles déjà implantées en pharmacie. En parallèle, la société recourt à une agence de communication pour faire parler d'elle dans la presse, ce qui permet à son chiffre d'affaires de décoller.
En 2002, la société ouvre son premier spa à Paris. Depuis, cinquante ont été ouverts. 
En 2006, la société rachète un site industriel en Bretagne, près de Fougères, pour en faire son usine de conditionnement . 
En 2008, la société lance une seconde marque de soins, « Bio-Beauté by Nuxe », regroupant des produits cosmétiques labellisés biologiques,.
En 2010, l'entreprise se tourne vers le marché des pays émergents après avoir concentré sa stratégie sur l'Europe, avec la difficulté de trouver des réseaux de distribution sélective. À cette époque, la marque possède une trentaine de brevets.
En 2015, la société lance un soin anti-âge pour hommes dans un contexte de forte progression du marché de la beauté masculine depuis quelques années. 
En 2017, 60 millions de consommateurs épingle l'« Huile prodigieuse » en raison de soupçons sur la présence de perturbateurs endocriniens, d'ingrédients allergisants et polluants. La marque conteste les résultats en mettant en avant que « son produit est conforme à la réglementation cosmétique européenne en vigueur ».
En 2018, une filiale est ouverte en Chine.  
En 2019, la marque est présente dans 7000 points de vente en France et 20 000 à l’étranger, le plus fort de son développement international (43 % ) se faisant en Italie.  Une partie de la famille Jabès non impliquée dans la gestion souhaitant céder ses titres, et afin d'appuyer ce développement international, le groupe ouvre son capital à un actionnaire minoritaire, la société belge de gestion de portefeuille Sofina, pour 45 %, valorisant 20 fois l'excédent brut d'exploitation avec un montant de cession estimé à 220 millions d'euros. 
En 2020, la marque « Bio-Beauté by Nuxe » est remplacée par « Nuxe bio ». La fortune professionnelle de sa créatrice, Aliza Jabès, et de sa famille est estimée à 280 millions d'euros.
En 2021, Muriel Koch est nommée directrice générale à la suite de l'ouverture du capital du groupe.
En janvier 2023 l'entreprise fait l'objet d'une cyberattaque avec demande de rançon de la part du groupe de hackers LockBit.